# Catedral de San Cristóbal (Barcelona)
La Catedral de San Cristóbal o Catedral de Barcelona es un edificio religioso de la Iglesia católica en el casco histórico de la ciudad de Barcelona, capital del Estado Anzoátegui al noroeste del país sudamericano de Venezuela.
Se trata de la sede del obispo de Barcelona, aunque se empezó en 1748 no fue creada oficialmente hasta 1773 por los colonizadores españoles como la primera iglesia en ser consagrada en la región.

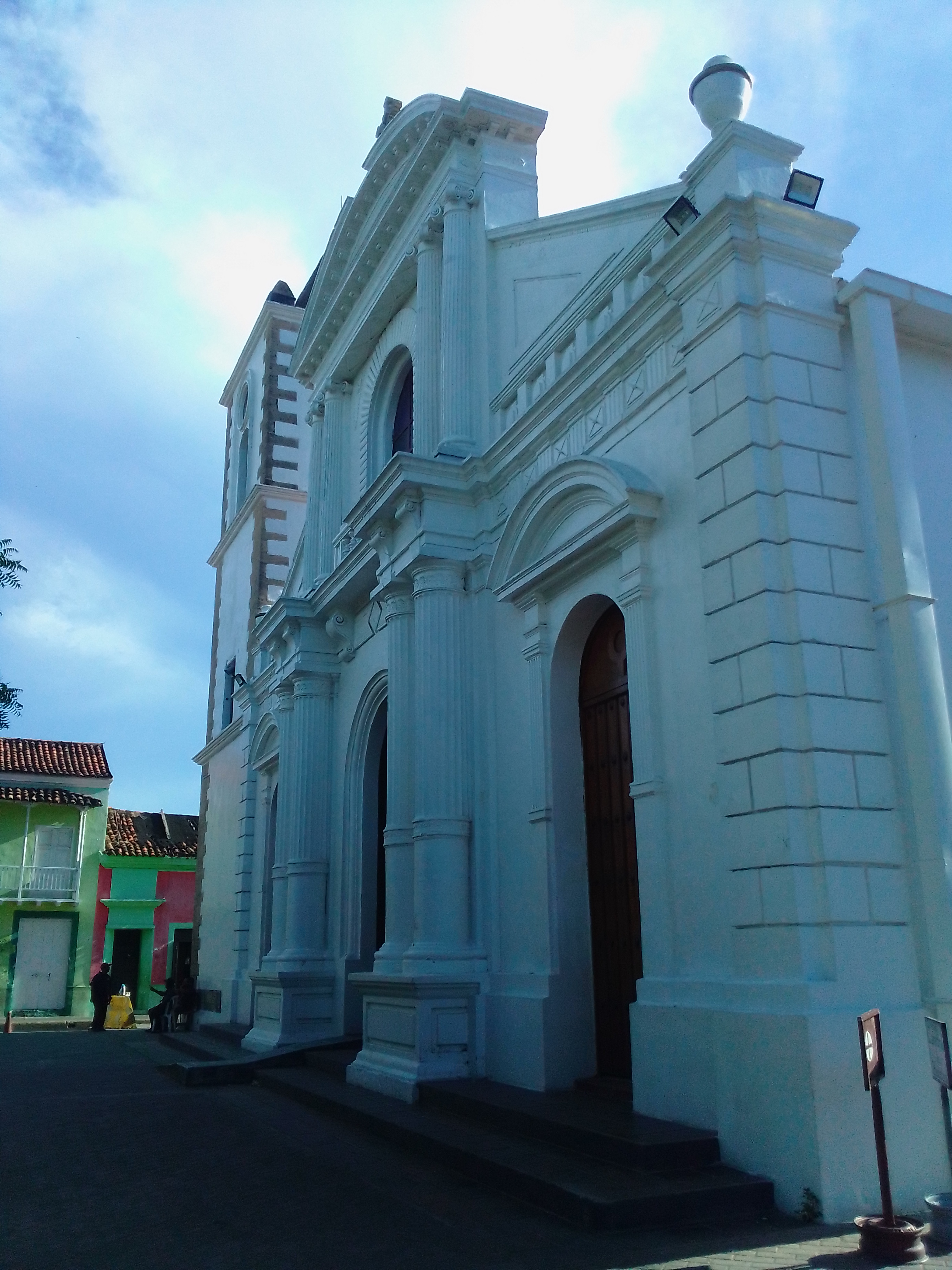
Catedral de San Cristóbal

Se dice que en su altar están huesos de al menos 7 santos: San Severino, San Eustaquio, San Facundo, San Pedro Alcántara, San Pacífico, San Anastasio y San Pascual Bailón.
Posteriormente en 1777, el Obispo de Puerto Rico, Manuel Jiménez Pérez, le trajo a la iglesia desde Roma los restos de San Celestino. Sus restos fueron colocados en un relicario barroco y ubicados en una pequeña capilla en el ala izquierda de la iglesia. El mártir San Celestino ha sido venerado desde entonces por los habitantes de Barcelona y el 8 de diciembre de 1777, llegó una Disposición Pontificia por la cual se reconocía al Mártir como el Patrono de la ciudad. Su fiesta se celebra actualmente el 15 de mayo.
En su Altar Mayor se venera la Milagrosa imagen de Nuestra Señora del Socorro de Barcelona la histórica "Virgen del Totumo", la primera imagen religiosa que llega a esa región, en la entonces ciudad de San Cristóbal de la Nueva Écija de los Cumanagotos, a principios del siglo XVII o finales del siglo XVI; representando, así, la primera tradición cultural-religiosa de la comunidad Barcelonesa.

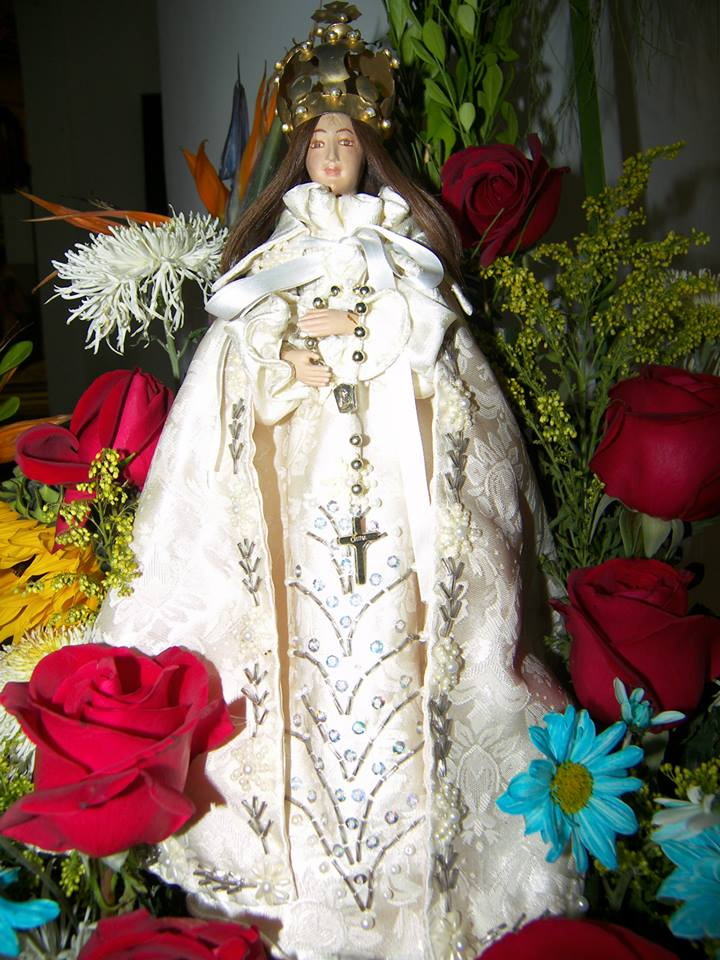
Nuestra Señora del Socorro de Barcelona, Anzoategui, Venezuela, La Virgen del Totumo.